# Acacia ancistroclada
Acacia ancistroclada är en ärtväxtart som beskrevs av John Patrick Micklethwait Brenan. Acacia ancistroclada ingår i släktet akacior, och familjen ärtväxter. Inga underarter finns listade i Catalogue of Life.